# ديكستر لورانس
ديكستر لورانس (بالإنجليزية: Dexter Lawrence)‏ هو لاعب كرة قدم أمريكية أمريكي، ولد في 12 نوفمبر 1997 في ويك فورست في الولايات المتحدة.

## وصلات خارجية
- ديكستر لورانس على موقع مرجع كرة القدم المحترفة.كوم (الإنجليزية)